# Siobhán Haughey
Siobhán Bernadette Haughey (Hongkong, 31 oktober 1997) is een Hongkongse zwemster. Ze vertegenwoordigde haar vaderland op de Olympische Zomerspelen 2016 in Rio de Janeiro en op de Olympische Zomerspelen 2020 in Tokio.

## Carrière
Bij haar internationale debuut, op de Aziatische Spelen 2014 in Incheon, eindigde Haughey als vierde op zowel de 100 als 200 meter vrije slag, als vijfde op de 50 meter vrije slag en als achtste op de 200 meter wisselslag. Op zowel de 4×100 als de 4×200 meter vrije slag veroverde ze samen met Camille Cheng, Au Hoi-Shun en Sze Hang Yu de bronzen medaille, samen met Au Hoi-Shun, Yvette Kong en Sze Hang Yu behaalde ze de bronzen medaille op de 4×100 meter wisselslag.
Op de wereldkampioenschappen zwemmen 2015 in Kazan werd de Hongkongse uitgeschakeld in de halve finales van de 200 meter wisselslag en in de series van zowel de 50 als de 100 meter vrije slag. Op de zowel de 4×100 en de 4×200 meter vrije slag als de 4×100 meter wisselslag strandde ze samen met Camille Cheng, Au Hoi-Shun en Sze Hang Yu in de series.
Tijdens de Olympische Zomerspelen van 2016 in Rio de Janeiro werd ze uitgeschakeld in de halve finales van de 200 meter vrije slag.
In Boedapest nam Haughey deel aan de wereldkampioenschappen zwemmen 2017. Op dit toernooi eindigde ze als vijfde op de 200 meter vrije slag, daarnaast strandde ze in de halve finales van de 100 meter vrije slag. Samen met Lau Yin Yan, Ho Nam Wai en Sze Hang Yu werd ze uitgeschakeld in de series van de 4×100 meter wisselslag, op de 4×100 meter wisselslag strandde ze samen met Lau Yin Yan, Chan Kin Lok en Sze Hang Yu in de series.
Op de wereldkampioenschappen zwemmen 2019 in Gwangju eindigde de Hongkongse als vierde op de 200 meter vrije slag, op de 100 meter vrije slag werd ze uitgeschakeld in de halve finales. Samen met Camille Cheng, Ho Nam Wai en Tam Hoi Lam strandde ze in de series van de 4×100 meter vrije slag, op de 4×200 meter vrije slag werd ze samen met Camille Cheng, Ho Nam Wai en Au Hoi-Shun uitgeschakel in de series. Samen met Au Hoi-Shun, Jamie Yeung en Chan Kin Lok strandde ze in de series van de 4×100 meter wisselslag.
Tijdens de Olympische Zomerspelen van 2020 in Tokio veroverde ze de zilveren medaille op zowel de 100 als de 200 meter vrije slag. Op de 4×100 meter wisselslag werd ze samen met Toto Wong, Jamie Yeung en Camille Cheng uitgeschakeld in de series.

## Internationale toernooien
| Jaar | Olympische Spelen                                                                | WK langebaan | WK kortebaan                                                                      | PanPacs                                   | Aziatische Spelen |
| ---- | -------------------------------------------------------------------------------- | --- | --------------------------------------------------------------------------------- | ----------------------------------------- | --- |
| 2014 |                                                                                  | | geen deelname                                                                     | geen deelname                             | 5e 50m vrije slag · 4e 100m vrije slag · 4e 200m vrije slag · 8e 200m wisselslag · 4×100m vrije slag · 4×200m vrije slag · 4×100m wisselslag |
| 2015 |                                                                                  | 37e 50m vrije slag 18e 100m vrije slag 14e 200m wisselslag 14e 4×100m vrije slag 14e 4×200m vrije slag 20e 4×100m wisselslag |                                                                                   |                                           | |
| 2016 | 13e 200m vrije slag                                                              | | geen deelname                                                                     |                                           | |
| 2017 |                                                                                  | 14e 100m vrije slag 5e 200m vrije slag 12e 4×100m vrije slag 13e 4×100m wisselslag                                           |                                                                                   |                                           | |
| 2018 |                                                                                  | | geen deelname                                                                     | geen deelname                             | geen deelname |
| 2019 |                                                                                  | 10e 100m vrije slag 4e 200m vrije slag 10e 4×100m vrije slag 11e 4×200m vrije slag 14e 4×100m wisselslag                     |                                                                                   |                                           | |
| 2020 | Geen toernooien vanwege de coronapandemie                                        | Geen toernooien vanwege de coronapandemie                                                                                    | Geen toernooien vanwege de coronapandemie                                         | Geen toernooien vanwege de coronapandemie | Geen toernooien vanwege de coronapandemie |
| 2021 | serie 50m vrije slag · 100m vrije slag · 200m vrije slag · 13e 4×100m wisselslag | | 100m vrije slag · 200m vrije slag · 400m vrije slag · 7e 4x50m vrije slag gemengd |                                           | |
| 2022 |                                                                                  | geen deelname' | 100m vrije slag · 200m vrije slag                                                 |                                           | 50m vrije slag · 100m vrije slag · 200m vrije slag · 50m schoolslag · 4x100m wisselslag · 4x100m vrije slag                                  |
| 2023 |                                                                                  | 100m vrije slag · |                                                                                   |                                           | |
| 2024 |                                                                                  | 100m schoolslag · 200m vrije slag · 100m vrije slag ·                                                                        |                                                                                   |                                           | |

## Persoonlijke records
Bijgewerkt tot en met 26 augustus 2021
Kortebaan
| Afstand         | Tijd    | Datum            | Plaats       |
| --------------- | ------- | ---------------- | ------------ |
| 50m vrije slag  | 23,75   | 26 augustus 2021 | Napels       |
| 100m vrije slag | 50,94   | 21 november 2020 | Boedapest    |
| 200m vrije slag | 1.51,11 | 22 november 2020 | Boedapest    |
| 400m vrije slag | 3.58,58 | 16 oktober 2020  | Boedapest    |
| 200m wisselslag | 2.07,65 | 6 oktober 2019   | Indianapolis |

Langebaan
| Afstand         | Tijd    | Datum        | Plaats      |
| --------------- | ------- | ------------ | ----------- |
| 50m vrije slag  | 24,75   | 30 juli 2021 | Tokio       |
| 100m vrije slag | 52,27   | 30 juli 2021 | Tokio       |
| 200m vrije slag | 1.53,92 | 28 juli 2021 | Tokio       |
| 200m wisselslag | 2.12,10 | 4 juni 2017  | Santa Clara |